# Estación de Basurto (Euskotren Tranbia)
Basurto es una estación del tranvía de Bilbao. Se sitúa en el extremo oeste de la calle Autonomía.
La estructura de la parada es la habitual, compuesta por un módulo que integra los servicios de expendedor de billetes, teléfono y reloj digital, y unidades de energía, comunicación y tráfico, unido a un pórtico acristalado en cuyo extremo se ubica un panel publicitario.

## Accesos
- C/ Autonomía, 67